# فيانويفا دي أروسا
بلدية فيانويفا دي أروسا (بالإسبانية: Villanueva de Arosa) هي بلدية تقع في مقاطعة بونتيفيدرا التابعة لمنطقة غاليسيا شمال غرب إسبانيا.

## الديموغرافيا
يبلغ عدد سكان بلدية فيانويفا دي أروسا 10.614 نسمة عام 2011 (وفقاً للمعهد الوطني للإحصاء الإسباني).
| 15.198 | 10.277 | 10.378 | 10.497 | 10.638 | 10.719 | 10.614 |

## توأمة
لفيانويفا دي أروسا اتفاقيات توأمة مع:
- كوكسهافن

## أعلام
- رامون ماريا ديل بايي إنكلان